# Académie de musique Hadjibeyov de Bakou
L'Académie de musique Hadjibeyov de Bakou (azéri : Hacıbəyov adına Bakı Musiqi Akademiyası) ou l'Académie de musique de Bakou (azéri : Bakı Musiqi Akademiyası) - est une école de musique située à Bakou, en Azerbaïdjan. Situé dans le centre-ville, le conservatoire dispense ses cours dans les disciplines musicales suivantes : musique symphonique, musique de chambre et musique folklorique. L'institution est le premier conservatoire national de l'Azerbaïdjan et le plus renommé.

## Histoire

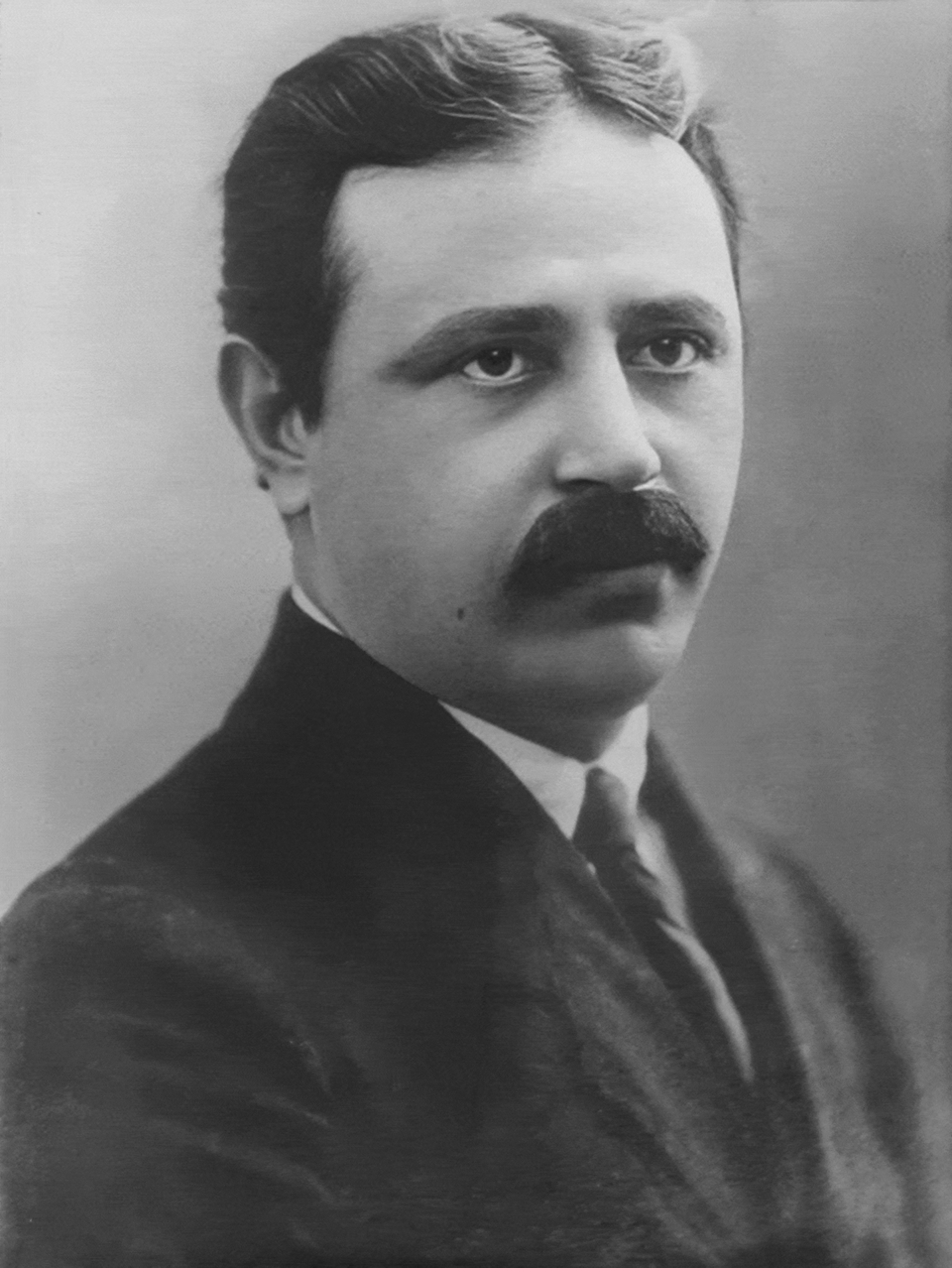
Le fondateur de la musique classique de l'Azerbaïdjan et l'artiste du peuple de l'URSS, le compositeur et chef d'orchestre azéri Uzeyir Hadjibeyov.

L'Académie de musique de Bakou a été créée le 25 mai 1920 par le Commissariat du Peuple à l'éducation de la République socialiste soviétique d'Azerbaïdjan sur la demande du fondateur de la musique classique de l'Azerbaïdjan et l'artiste du peuple de l'URSS, le compositeur et chef d'orchestre azéri Uzeyir Hadjibeyov.
Au cours de la Seconde Guerre mondiale, les dirigeants du conservatoire ont organisé des centaines de concerts pour les unités militaires et les soldats qui ont récupéré dans les hôpitaux. Le conservatoire a été progressivement élargie avec l'acquisition de l'École secondaire spécialisée de musique Bulbul en 1931, l'École du studio de musique en 1980, et de l'Opéra-Studio Mammadova en 1984. Il reçoit le nom de Hadjibeyov en 1991.

## Structure
Le bâtiment a été construit dans le style classique stalinien par l'architecte Mikayil Huseynov.
Il comporte quatre étages ; il se subdivise en 500 sections réparties en salles de conférence, salles d'études, classes de piano et de piano à queue, deux salles avec orgues, une bibliothèque, une salle de lecture, un studio d'enregistrement, une infirmerie, une salle de conseil des élèves, un atelier d'instruments musicaux, un magasin de musique et une cantine.

### Opéra-Studio

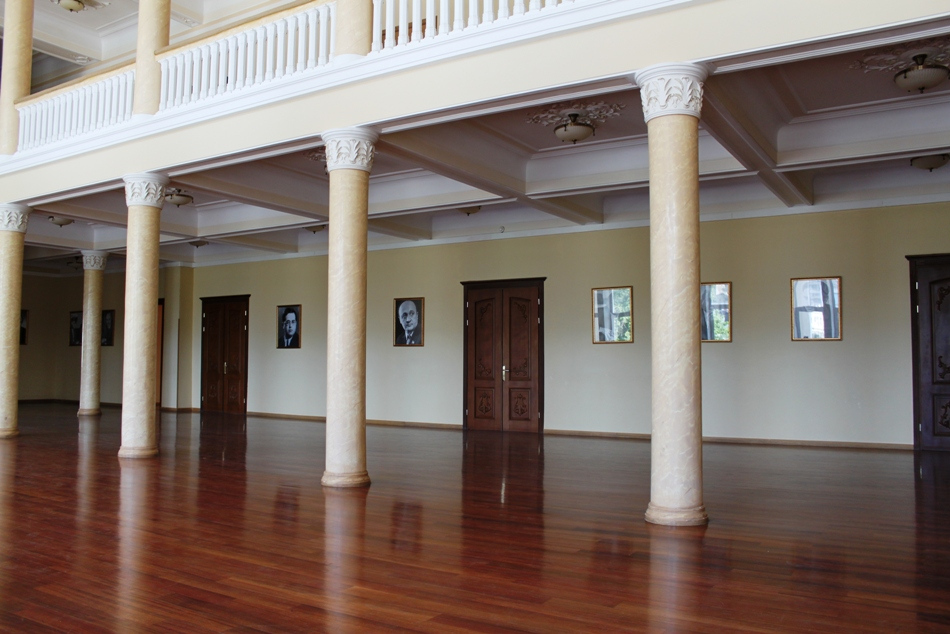
Salle principale de l'Académie de musique de Bakou.

L'Opéra-Studio — avec son orchestre symphonique et son chœur — se situe dans l'une des ailes adjacentes. Celle-ci dispose d'une grande salle de répétition en sus d'un théâtre lui-même doté de 500 places ; y convergent les étudiants, les metteurs en scène, les professeurs, les chefs d'orchestre, les musiciens, l'orchestre du conservatoire ainsi que les choristes. Tous les rôles solistes sont interprétés par des élèves issus de la section d'art lyrique.

### Salles de concert
Deux salles de concert de 300 à 400 places chacune sont attenantes à l'ensemble. Elles sont essentiellement destinées à accueillir le public et les exécutants lors de soirées et concerts à caractère plus intimiste tels que : récitals, auditions d'élèves, concerts de professeurs, soirées d'étudiants, célébrations d'anniversaire, sessions annuelles réunissant les diverses associations professorales ou estudiantines affiliées au conservatoire …

### Direction

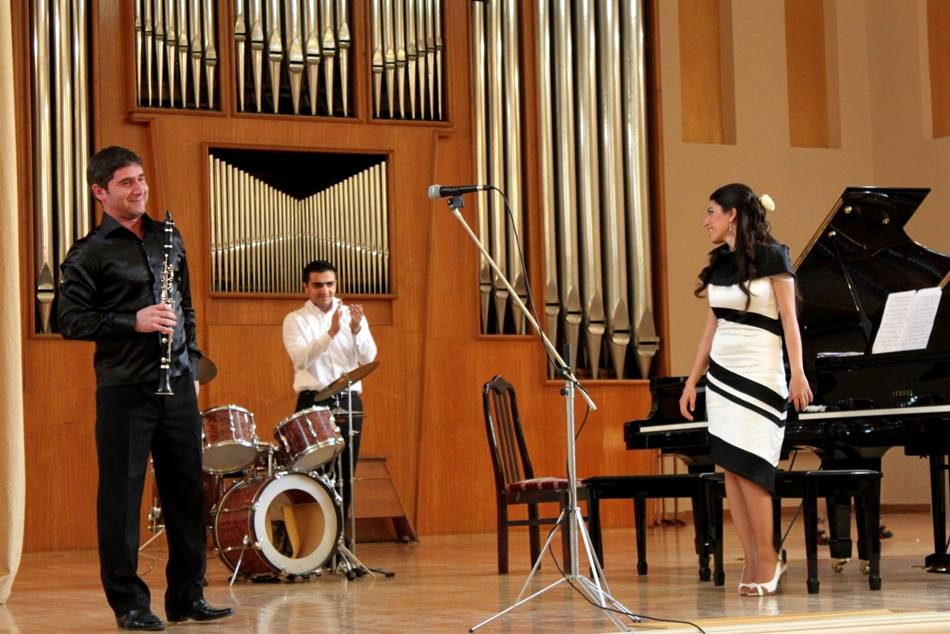
Concert à l'Académie de musique de Bakou.

La direction de l'établissement est successivement assurée par les personnalités suivantes :
- Leonid Pressman
- Ivan Eisberg
- Uzeyir Hadjibeyov (1939-1948)
- Ferhad Bedelbeyli (1991-)

### Professeurs
Les professeurs exerçant dans son enceinte comptent plusieurs figures notables :
- Uzeyir Hadjibeyov
- Muslim Magomayev
- Elmira Nazirova
- Said Rustamov
- Leopold Rostropovich
- Georgi Sharoyev
- Vitaly Knyazkov
- Leonid Rudolf
- Sergey Berolsky
- Mayor Brenner
- Ivan Chumakov
- Boris Zeidman
- Zemfira Gafarova, musicologue née en 1942, a été enseignante au Département d'histoire de la musique de 1966 à 1996[1].

### Élèves
Certains élèves ont marqué de leur empreinte l'histoire de l'institution :
- Fikret Amirov (1922-1984)
- Rafiq Babayev (1937-1994)
- Bul-Bul
- Gara Garayev
- Tofik Kouliyev
- Muslim Magomayev
- Vagif Mustafa Zadeh
- Shafiga Akhundova
- Rauf Atakishiyev
- Tofig Bakikhanov
- Polad Bülbüloğlu
- Faraj Garayev
- Fidan Gasimova
- Soltan Hadjibeyov
- Djovdat Hadjiyev
- Djahanguir Djahanguirov
- Arif Mirzayev (en)
- Ödön Pártos (en)
- Kovkab Safaraliyeva (en)
- Vladimir Chaïnski
- Leyla Aliyeva
- Franghiz Ali-Zadeh
- Amina Figarova
- Salman Gambarov
- Chaïn Novrasli
- Khayyam Mirzazade
- Tchinguiz Sadikhov
- Ramiz Mustafayev (1926-2008), compositeur, artiste du peuple de la république d'Azerbaïdjan, a été élève de 1953 à 1957[2].